# Desastre Ferroviário de Amadora

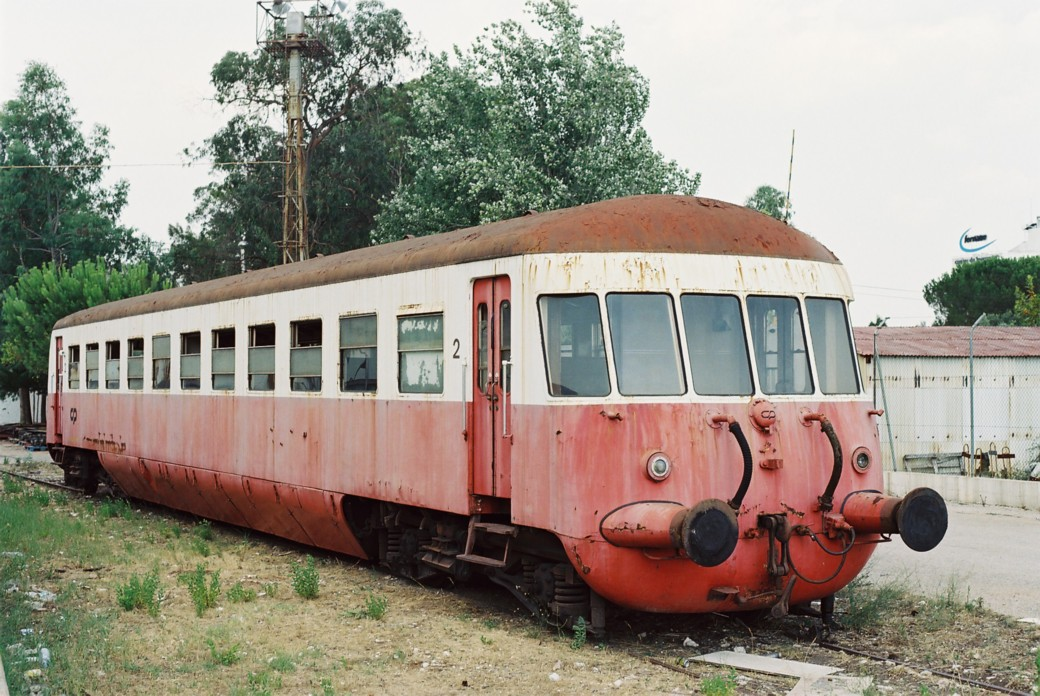
Reboque de uma automotora da Série 0300, do mesmo género de um dos veículos envolvidos no acidente.

O Desastre Ferroviário de Amadora foi uma colisão entre dois comboios na Linha de Sintra, em Portugal, ocorrida em 31 de Janeiro de 1980, e que provocou mais de cem feridos.

## Acidente
O acidente ocorreu por vlta das 8:30 da manhã do dia 31 de Janeiro de 1980, no lanço entre Amadora e Damaia da Linha de Sintra, em frente às instalações fabris da SOREFAME. Envolveu duas automotoras da operadora Caminhos de Ferro Portugueses, ambas a circular no mesmo sentido. Uma delas tinha seis unidades, e estava a  fazer o serviço 4656, com origem na Amadora, e que estava a circular totalmente lotada. A outra era composta por três unidades, e tinha partido do Cacém, não tendo quaisquer passageiros a bordo aquando do acidente. O veículo oriundo do Cacém estava parado na via, à espera de sinal de marcha, enquanto que a outra automotora circulava apenas a cerca de quarenta quilómetros à hora quando se deu a colisão, tendo a velocidade reduzida ajudado a minimizar o impacto do acidente. O maquinista do comboio em movimento, Mário Silva, relatou ao Diário de Lisboa que não estava nesse momento a conduzir, mas o estagiário Fernando Augusto, «que ao aperceber-se, à distância de uns trezentos metros, da presença de outra composição na via tentou a travagem de emergência». No entanto, ao ver que não seria possível travar o comboio a tempo, correu para fora da cabina, no sentido de avisar os passageiros para passarem para unidade da cauda. Mário Silva ficou ligeiramente ferido, enquanto que o estagiário conseguiu saltar do comboio alguns segundos antes da colisão, tendo ficado ileso. Ao embaterem, as duas unidades de cada automotora descarrilaram e enfeixaram-se uma na outra, tendo sido nestes veículos que se verificou o maior número de feridos.
Os primeiros socorros foram prestados por Hermenegildo José, da Cruz Vermelha, em conjunto com dois operários da SOREFAME. Alguns feridos foram tratados na enfermaria da SOREFAME e nas instalações dos bombeiros voluntários da Amadora.
Segundo o balanço provisório indicado no Diário de Lisboa de 31 de Janeiro de 1980, este acidente tinha provocado setenta feridos, pelo menos seis dos quais foram graves. Porém, o resultado definitivo foi muito maior, tendo sido registados mais de cem feridos. A circulação ferroviária só foi totalmente retomada por volta das 1:40 da manhã do dia seguinte, sendo o transbordo dos passageiros feito por autocarros, que no entanto se relevaram totalmente desadequados para a procura.

### Investigação
Foram apontadas causas humanas e técnicas para o acidente, já que o sinal estaria alegadamente aberto para a automotora vinda da Amadora, além que o sistema de travagem não estaria totalmente operacional.